# 경주 나원리 오층석탑
경주 나원리 오층석탑(慶州 羅原里 五層石塔)은 대한민국 경상북도 경주시 현곡면 나원리에 있는 남북국 시대 신라의 오층석탑이다. 1963년 12월 20일 대한민국의 국보 제39호로 지정되었다.
이중의 기단 위에 5층의 탑신부를 구성하였으며 탑신부 윗부분에 장식되었던 상륜부는 노반과 찰주 일부만이 남아 있다. 경주에서는 보기 드문 거대한 규모의 석탑으로 각 부의 구조도 정연하고 비례도 아름다우며 높은 위치에 세워 주위를 압도하는 당당한 모습을 하고 있다. 이 석탑은 세운 당시의 절 이름은 전하지 않고 있으나 경주시의 석탑 중에서는 비교적 빠른 시기인 8세기경에 조성된 것으로 추정되고 있으며 통일신라시대의 전형적인 수법을 보여주고 있다.
경주 팔괴의 하나인 '나원백탑'(羅原白塔)이라 불릴 정도로 석탑 빛깔이 빼어나게 하얗다.

## 사진

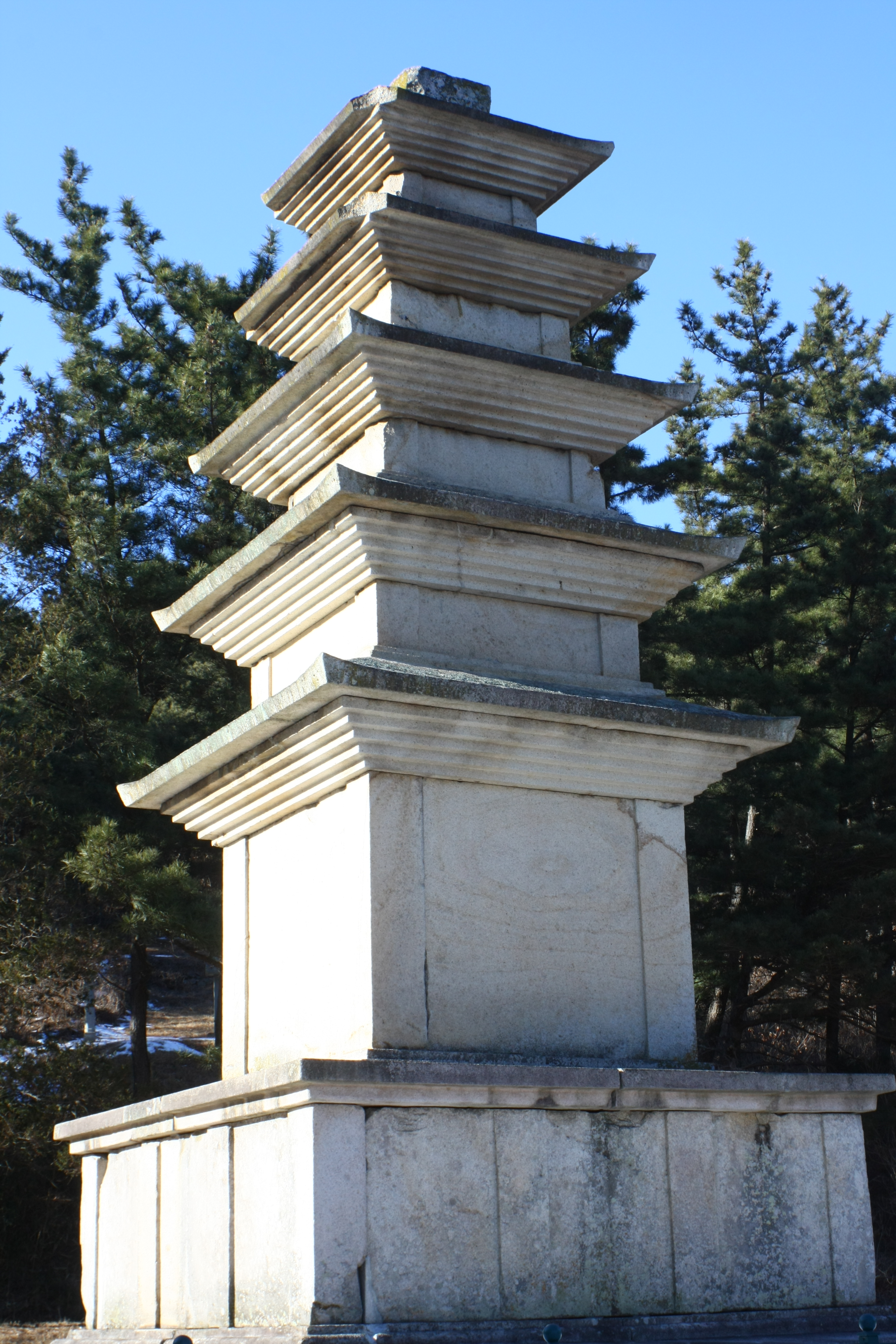
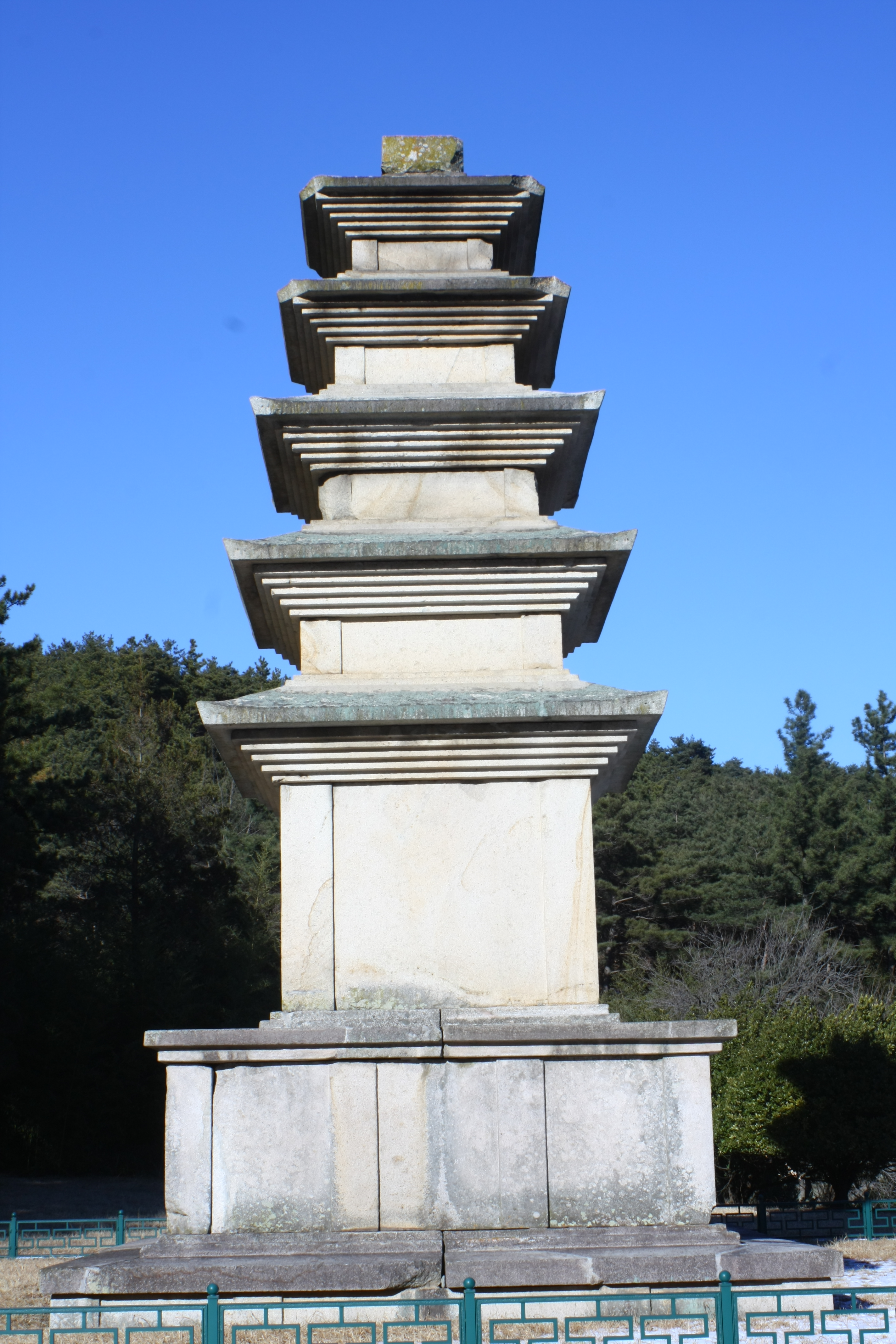